# Hannabadsjön
Hannabadsjön är en sjö i Markaryds kommun i Småland och ingår i Lagans huvudavrinningsområde. Sjön har en area på 0,994 kvadratkilometer och ligger 96 meter över havet. Sjön avvattnas av vattendraget Strömmabäcken.

## Delavrinningsområde
Hannabadsjön ingår i det delavrinningsområde (625889-136117) som SMHI kallar för Mynnar i Lokasjön. Medelhöjden är 111 meter över havet och ytan är 10,77 kvadratkilometer. Räknas de 2 avrinningsområdena uppströms in blir den ackumulerade arean 50,18 kvadratkilometer. Strömmabäcken som avvattnar avrinningsområdet har biflödesordning 3, vilket innebär att vattnet flödar genom totalt 3 vattendrag innan det når havet efter 57 kilometer. Avrinningsområdet består mestadels av skog (59 procent) och sankmarker (14 procent). Avrinningsområdet har 0,99 kvadratkilometer vattenytor vilket ger det en sjöprocent på 9,2 procent.